# Швальм, Оскар
Оскар Швальм (нем. Oskar Schwalm; 11 сентября 1856, Эрфурт — 11 февраля 1936) — немецкий композитор и музыкальный издатель. Брат Роберта Швальма.

## Биография
В 1879—1882 гг. учился в Лейпцигской консерватории, в частности, у Карла Райнеке и Соломона Ядассона. Публиковался в лейпцигских газетах как музыкальный критик. В 1886—1889 гг. руководил известным лейпцигским музыкальным издательством C.F. Kahnt Nachfolger (и выходившей в нём «Новой музыкальной газетой»). Затем переехал в Берлин. Возглавлял берлинское отделение фирмы Блютнер — крупнейшего в Европе рубежа XIX—XX вв. изготовителя фортепиано (был зятем основателя и главы фирмы Юлиуса Блютнера). В 1923 г. приобрёл у Консерватории Клиндворта-Шарвенки комплекс концертных залов на берлинской улице Лютцовштрассе и управлял им до своей смерти.
Автор фортепианных и вокальных сочинений, особенно педагогического репертуара — в частности, сборника «122 двух- и трёхголосные песни» (нем. 122 zwei- und dreistimmige Lieder). В 1888 г. опубликовал «Музыкальный катехизис» (нем. Katechismus der Musik), кратко разъясняющий ряд основных музыковедческих понятий, — Хуго Риман включал его в свою многократно переиздававшуюся «Карманную книжку по музыке» (нем. Musik-Taschenbuch).